# Escalonilla
Escalonilla è un comune spagnolo di 1 470 abitanti situato nella comunità autonoma di Castiglia-La Mancia.